# Актау (Чингірлауський район)
Акта́у (каз. Ақтау) — село у складі Чингірлауського району Західноказахстанської області Казахстану. Адміністративний центр Актауського сільського округу.
До 2018 року село називалось Білогорка.
Населення — 438 осіб (2021; 543 у 2009, 1103 у 1999, 1499 у 1989).